# 황미나
황미나(黃美那, 1961년 2월 19일~)는 대한민국의 여성 만화가이다.
"순정 만화계의 대모"라는 별명을 가지고 있다. 동생인 황선나도 만화가이다.

## 작품 활동

### 데뷔
1980년 《이오니아의 푸른 별》을 잡지 《소녀시대》에 발표하면서 데뷔했다. 황미나의 작품 활동은 일반적으로 3기로 구분하고 있는데, 지금은 접속되지 않는 황미나의 공식 홈페이지에서 처음 사용했다고 한다. 제1기 '로맨티시즘의 시절'은 연대상으로 1980년부터 1980년대 중반까지, 작품상으로 《이오니아의 푸른 별》부터 《불새의 늪》까지이며, 제2기 '리얼리즘의 시절'은 연대상으로 1980년대 중반부터 1990년까지, 작품상으로 《우리는 길 잃은 작은 새를 보았다》부터 《무영여객》까지이고, 마지막 제3기 '장르 파괴의 시절'로 연대상으로 1990년부터 현재까지, 작품상으로 《취접냉월》부터로 보고 있다.

### 1기
제1기 '로맨티시즘의 시절'의 작품들은 서양을 배경으로 한 시대물이 대부분이었다. 이케다 리요코의 《베르사이유의 장미》와 《올훼스의 창》이 대한민국에서 큰 인기를 끌면서 독자와 출판사가 서양 배경의 시대물을 선호했기 때문인 것으로 보인다. 이 시기의 대표작으로는 《아뉴스데이》, 《굿바이 미스터 블랙》, 《불새의 늪》등이 있다.

### 2기
제2기 '리얼리즘의 시절'은 《우리는 길 잃은 작은 새를 보았다》를 발표하면서 시작되는데, 이 작품은 현실과 동떨어진 서양의 시대물에서 벗어나 당대의 현실을 투영해 만화로 그려냈다는 점에서 한국 순정 만화의 이정표로 평가받고 있다. 그러나 당시의 엄격한 심의로 작품의 많은 부분이 훼손되었다. 이 시기에도《방랑의 광시곡》이나 《엘세뇨르》 같은 서양 배경의 시대물을 그렸으며, 《다섯 개의 검은 봉인》, 《녹색의 기사》같은 판타지도 발표하였다.

### 3기
제3기 '장르 파괴의 시절'에는 순정만화의 범주에서 벗어난 장르와 소재의 만화를 다수 발표하였다. 《슈퍼트리오》, 《파라다이스》, 《알게뭐야》 등의 작품을 소년지에 연재하고, 《취접냉월》 같은 무협 장르의 작품을 발표하기도 하였다. 1993년부터 일본의 청년 만화 잡지 《주간 모닝》에 《윤희》를, 뒤이어 1996년부터 《이씨네 집 이야기》를 연재하였다. 1994년부터 자신의 최장편이자 대표작인 《레드문》을 잡지 《댕기》에 연재하기 시작해, 서울문화사의 순정 만화 잡지 《윙크》로 연재 잡지를 옮겨 5년에 걸친 연재 끝에 1998년 18권으로 마무리 지었다.

### 연재
이후 《윙크》에 《아르테미스의 활》, 대원씨아이의 레이디스 코믹 잡지 《화이트》에 《천국의 계단》, 학산문화사의 소년 만화 잡지 《부킹》에 《B.S.T》를 연재하며 더욱 활발히 작품 활동을 했으나 각각 사정에 의해 연재가 중단되었다. 2000년에는 인터넷 연재라는 새로운 시도로 《저스트 프렌드》를 코믹스 투데이에 1년여간 컬러로 연재해 4권의 흑백 단행본으로 내기도 하였다. 또한 신문 연재도 시도해 《스포츠 투데이》에 《원더풀 월드》를 연재하였다. 이어서 2004년에 무가지 《데일리줌》에《파천무관 식솔기》를 연재하다 무가지 사정에 의해 중단하였다. 이후 만화 작업을 잠시 중단하고 이현세 작가의 동명 원작을 바탕으로 한 드라마 《공포의 외인구단》의 대본을 썼으나 제작진과 의견이 맞지 않아 2회까지만 참여하였다. 2009년에 다시 만화로 돌아와 포털사이트 네이버에 2월부터 기존 작품인 《슈퍼트리오》를 웹툰 형식으로 새롭게 편집해 연재하기 시작했으며 5년만의 신작인 《보톡스》를 4월 14일부터 새롭게 선보이고 있다.

### 재출간
또한 과거 작품을 재출간하는 작업도 계속되어 왔다. 애니북스가 《레드문》을 컬러 페이지와 추가 페이지를 포함하여 12권으로 재편집하여 재발행하였고, 2007년에 중앙북스가 《저스트 프렌드》를 올컬러 단행본 3권으로 재발간하였다.

## 작품 목록

### 제1기
- 《이오니아의 푸른 별》(5권)
- 《유랑의 별》(4권)
- 《베일 속의 페르디낭》(2권)
- 《꽃잎으로 보낸 편지》(1권)
- 《에게 해에 바친다》(1권)
- 《아뉴스데이》(4권)
- 《굿바이 미스터 블랙》(6권)
- 《애수의 교향시》(3권)
- 《불새의 늪》(12권)
- 《Mr. 발렌타인》(1권)

### 제2기
- 《우리는 길 잃은 작은 새를 보았다》(6권)
- 《다섯 개의 검은 봉인》(4권)
- 《보헤미안 랩소디》(4권)
- 《녹색의 기사》(3권)
- 《메이저에서 마이너까지》(7권)
- 《엘세뇨르》(4권)
- 《그랑프리》(3권)
- 《상실시대》(상하권, 단편집)
- 《무영여객》(3권)
- 《스턴트맨 스턴트걸》(3권)

### 제3기
- 《취접냉월》: 전3권
- 《메탈하트》: 전5권
- 《수퍼트리오》: 전5권
- 《태백권법》: 전8권
- 《웍더글 덕더글》: 전3권
- 《기적의 아이들》: 전1권
- 〈귀여운 동반자〉: 기적의 아이들 권말 수록
- 《윤희》: 전2권
- 《파라다이스》: 전8권
- 《레드문》: 전18권
- 《이씨네 집 이야기》: 전4권
- 《알게뭐야》: 전3권
- 《크로스 파일》: 전12권, 중단편 모음집
- 《아르테미스의 활》: 전2권
- 《천국의 계단》: 전2권
- 《B.S.T.》: 전4권
- 《저스트 프렌드》: 전4권
- 《우리 사이 짱이야》: 전1권, 장애인 복지재단 홍보용 무료만화, 애니메이션으로 만들어짐.
- 《레드문》: 2004년 개정증보판 전12권, 애니북스
- 《저스트 프렌드》: 올컬러 애장판 전3권
- 《파천무관》
- 《원더풀월드》

## 만화 외 저서
- 포만감(포토샵 만화 감잡기)
- 루나레나의 비밀 편지

## 수상 경력
- 1999년 - 제1회 오늘의 우리만화상 수상
- 2005년 - 제5회 고바우 만화상 수상

## 문하생 출신 만화가
가나다순
- 서정희
- 서타영
- 성미경
- 오경아
- 이명신
- 이정애

## 참고 문헌
- 만화규장각 작가론 황미나